# Petr Dvořák (1975)
Petr Dvořák (* 25. prosince 1975 Liberec) je český manažer, který je od roku 2017 ředitelem národního pivovaru Budějovický Budvar.

## Životopis
Od roku 2017 je Petr Dvořák ředitelem národního pivovaru Budějovický Budvar. Rodák z Liberce vystudoval Fakultu sociálních věd na Univerzitě Karlově. Pracoval jako manažer značky Staropramen a poté jako ředitel marketingu v Pivovarech Staropramen. Před svým působením v Budvaru byl sedm let v Londýně mezinárodním ředitelem značky Pilsner Urquell ve společnosti SABMiller. V současné době žije v Českém Krumlově. Je ženatý a má dvě děti, Alberta a Rozálii.